# A.Blikle

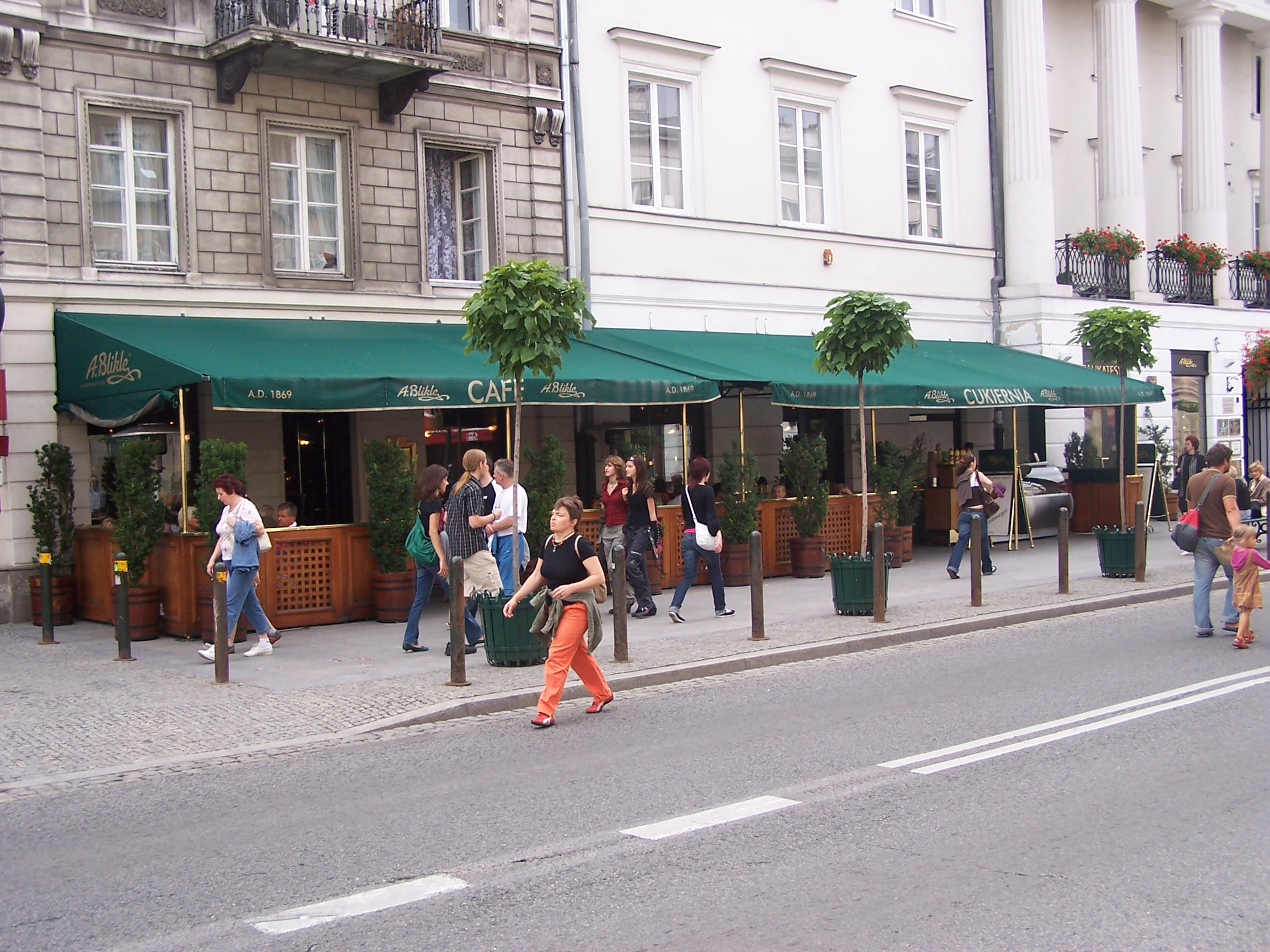
Cukiernia Bliklego przy ul. Nowy Świat 35

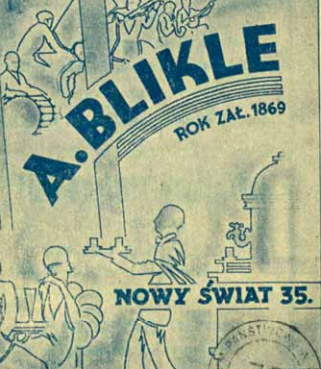
Reklama z ok. 1930 roku

A.Blikle Sp. z o.o. – warszawska firma cukiernicza.

## Opis
Przedsiębiorstwo zostało założone 11 września 1869 roku przez Antoniego Kazimierza Bliklego. Tego dnia sporządzono akt kupna przez Bliklego od mistrza cukierniczego Michalskiego małej cukierni mieszczącej się w dawnym pałacu Hołowczyca przy ul. Nowy Świat. W 2012 roku większościowym udziałowcem firmy została spółka Vertigo Investments wraz z prywatnym inwestorem Piotrem Pinińskim.
Na początku 2019 roku spółka posiadała piętnaście placówek cukierni w Warszawie oraz osiem w innych miastach Polski.